# Limnophyes minimus
Limnophyes minimus är en tvåvingeart som först beskrevs av Johann Wilhelm Meigen 1818.  Limnophyes minimus ingår i släktet Limnophyes och familjen fjädermyggor. Arten är reproducerande i Sverige. Inga underarter finns listade i Catalogue of Life.